# NGC 3558
NGC 3558 ist eine linsenförmige Galaxie vom Hubble-Typ S0 im Sternbild Großer Bär am Nordsternhimmel. Sie ist schätzungsweise 429 Millionen Lichtjahre von der Milchstraße entfernt.
Das Objekt wurde am 15. April 1866 von Heinrich d’Arrest entdeckt.